# Телишевская (деревня)
Телишевская — деревня в Вельском районе Архангельской области. Входит в состав Пуйского сельского поселения.

## География
Деревня расположена на левом берегу реки Ваги в 68,3 километрах на север от районного центра — города Вельска. Ближайшие населённые пункты: на востоке деревня Олеховская, на севере деревня Ванютина Гора, на юго-западе деревня Городище.
Часовой пояс
Деревня Телишевская как и вся Архангельская область, находится в часовой зоне МСК (московское время). Смещение применяемого времени относительно UTC составляет +3:00.

## Население
| 2002 | 2010 | 2012 | 2014 | 2014 |
| ---- | ---- | ---- | ---- | ---- |
| 5    | ↘1   | ↗2   | ↘1   | →1   |

## История
Указана в «Списке населённых мест по сведениям 1859 года» в составе Шенкурского уезда Архангельской губернии под номером «2010» как «Телешевская(Любовская)». Насчитывала 7 дворов, 26 жителей мужского пола и 29 женского.
В «Списке населенных мест Архангельской губернии на 1 мая 1922 года» в деревне уже 19 дворов, 40 мужчин и 51 женщина. В административном отношении населённый пункт входил в состав Воскресенского общества Воскресенской волости Шенкурского уезда.
В 1989 году в деревне насчитывалась 16 крестьянских усадеб.